# Martin de Knijff
Martin de Knijff (Göteborg, 2 oktober 1972) is een Zweeds professioneel pokerspeler. Hij won onder meer de $25.000 World Poker Tour No Limit Hold'em Championship Final Day van de Bellagio Five-Star World Poker Classic 2004, waarmee hij $2.728.356,- verdiende. De Knijff verdiende tot en met juli 2011 meer dan $3.400.000,- in pokertoernooien, cashgames niet meegerekend.
De Knijff is de zoon van een Zweedse moeder en een Nederlandse vader. Behalve met poker houdt hij zich ook serieus bezig met het spelen van bridge. Hij luistert naar de bijnaam The Knife ('het mes').

## Wapenfeiten
Hoewel hij daarin al langer actief was, maakte De Knijff naam in het Amerikaanse pokercircuit toen hij tijdens het Main Event van de World Series of Poker 2002 als dertiende eindigde. Daarvoor kreeg hij $60.000,- mee naar huis, zijn op dat moment hoogste prijzengeld. Elf maanden daarna werd hij vijftiende in het $25.000 WPT Championship - No Limit Hold'em van de Bellagio Five-Star World Poker Classic 2003. Een voorbode zo bleek, want een jaar later won De Knijff datzelfde toernooi en was hij in één klap multimiljonair.
Iets meer dan twee weken na zijn klapper in het WPT-evenement, won De Knijff bijna zijn eerste WSOP-titel. In het $5.000 No-Limit Hold'em-toernooi van de World Series of Poker 2004 werd hij tweede, achter Thomas Keller. Dat leverde hem wel weer $210.100,- op.
De Knijff moest vervolgens wachten tot mei 2006 om zijn grootste prijs in twee jaar tijd te winnen. Dat deed hij vervolgens door tweede te worden in het €4.000 No Limit Hold'em-toernooi van het Martinspoker Festival in Stockholm. Daarmee spekte hij zijn rekening met $60.042,-. Soortgelijke bedragen scoorde De Knijff in 2008 op twee verschillende WPT-toernooien, namelijk het $25,000 No Limit Hold'em - Championship Event van de Sixth Annual Five Star World Poker Classic 2008 en het $15.000 No Limit Hold'em-toernooi van de Doyle Brunson Five Diamond World Poker Classic 2008. Daarop werd hij 39e (goed voor $65.955,-) en veertiende ($67.255,-).